# 초입세
초입세 (初入稅, 영어ː annates /ˈæneɪts/ 또는 /ˈænəts/;  라틴어: annatae, 해를 의미하는 라틴어 annus 에서 유래)는 교회의 혜택을 받는 사람이 징수 당국(collating authority)에 지불하는 금액이었는데, 결국 초입세는 자신들이 받는 혜택의 초년도 이익의 절반 또는 전체로 구성되었다. 초입세는 로마 교황청에 의하여 징수권이 할당되면, 표면적으로는 교회에 대한 기부금으로 교황의 금고에 지불되었다. 초입세는 "첫 열매"(primitiae)라고도 불린다. 초입세의 기원은 이전의 그리스, 로마 및 히브리 종교에서 찾을 수 있는 종교 제물이다.

## 역사
이 관습은 점진적으로 확장되었다. 아주 초기에는 로마에서 주교 서품을 받은 주교들이 관련 교회 당국에 선물을 바치는 일이 잦았다. 이러한 관습에서 그러한 선물에 대한 규정적인 권리가 생겨났다. 초입세는 jus deportuum, annalia 또는 annatae 로 불렸는데 원래는 새로 취임한 재임자로부터 첫 해의 생계 이익을 청구할 수 있는 주교의 권리로, 이에 대한 첫 번째 언급은 교황 호노리오 3세 (d. 1227)에서 볼 수 있으나, 이것의 기원은 교회 직분에 성임된 사람들이 성임된 주교에게 수수료나 세금을 지불했던 6세기 관습으로부터 유래되었다. 원래 13세기와 14세기에 annatae 또는 annalia는 교황이 후원을 하면서 당회 밖에서 부여한 작은 성직의 첫 열매만을 의미했다. 엄격한 의미에서 시간이 지나면서 교황의 초입세가 발전하게 된 것은 바로 이러한 권한으로부터 나온 것이다. 이러한 금전은 사도의 방 (교황의 보고)에 적립되었다. 최초의 기록에 따르면 annatae는 때로는 수년 동안 주교에게 부여된 특권이었으며 때로는 태고의 선례에 근거한 권리이기도 했다. 시간이 흐르면서 재정 위기로 인해 압박을 받고 있던 교황들은 처음에는 일시적이었지만 이러한 특권을 스스로 주장했다. 따라서 1305년에 교황 클레멘스 5세는 영국 성직의 모든 공석에 대하여 첫 열매를 요구했고, 1319년에 교황 요한 22세는 그 후 2년 이내에 모든 그리스도교 국가의 성직을 비울 것을 요구하였다. 그러한 경우에는 주교의 권리가 로마 주교 관할권의 궁극적인 원천으로 여겨지는 교황청에 의하여 노골적으로 강탈되었다.

## 분류
초입세는 크게 네 가지 종류로 나눌 수 있지만 주요 특징은 모두 공통이다.
1. servitia communia 또는 servitia Camerae Papae : 대수도원장, 주교, 대주교가 입회식을 통해 다음 해 예상 수익금을 새로운 성직으로 지불하는 것이다.[3] 이 지불은 주교를 대주교나 총대주교로 축성할 때 교황에게 지불하는 oblatio 까지 소급된다. 13세기 중반에 주교 서품이 교황의 유일한 권한으로 확립되자, 교황은 서방의 모든 주교들의 봉헌을 받아들였다. 14세기 말에는 이 금액이 1년치 수입으로 고정되었다.[a] [2]
2. jus deportuum, fructus medii temporis 또는 annalia : 주교나 대주교의 통제하에 있지만 교황권 유지를 위해 교회에 의해 "보존"되는 성직에 대한 초입세.[2]
3. quindennia : 1469년 바오로 2세의 교서에 따라 공동체나 기업에 부가된 혜택의 기록은 매 발표마다 지급되지 않고 대신 15년마다 제공되었다.[3]
4. servitia minuta : 초입세에 일종의 공증 수수료로 추가되는 소액의 추가 지불금.[3]

## 국가별 변형
이 체계가 가톨릭 기독교계의 여러 부분에 걸쳐 절대적인 통일성과 완전성을 가지고 운영되었다고 가정해서는 안 되며, 이에 대해서 지속적인 불일치와 논쟁이 있었다. 중앙 당국은 재정 계획 중 가장 중요한 이 계획을 유지하고 확장하려고 노력했고, 하급 교회는 이 부과금을 완전히 없애거나 덜 불쾌한 형태로 전환하기 위해 최선을 다했다. 점점 더 많은 혜택을 "보유"하여 교황청 관리들에게 보상하고 교황의 수입을 늘리는 손쉬운 방법은 영국 링컨의 로버트 그로스테스트가 이끄는 영국의 주교와 남작(주요 피해자)의 1245년 리옹 공의회에서의 항의와 같은 반복적인 항의에 부딪쳤다.   이 주제는 엄청난 양의 주화가 유출되었기 때문에 종종 국가적 관심사가 되었으며, 이에 따라 다양한 국가 정부에서 이에 관한 수많은 제정안이 작성되었다.

### 영국
1277년부터 1283년까지 영국이 정복한 이후 웨일즈를 포함한 잉글랜드 왕국에서는 초입세의 대부분이 원래 캔터베리 대주교에게 지급되었으나 14세기 초에 교황 요한 22세 3년 동안 소유권을 주장하다가 그의 후계자들에 의해 영구적으로 찬탈당했다. 이 지불금은 원래 1254년 교황 인노첸시오 4세에 대해 노르위치(Norwich)의 주교인 월터 서필드(Walter Suffield)가 평가한 금액에 따라 결정되었다. 이는 1292년 교황 니콜라스 3세에 의해 수정되었다 . 1531년 또는 1532년의 총 지불금은 연간 £ 3,000 정도였는데 헨리 8세는 그 징수를 금지했다. 1534년에 토머스 크롬웰은 의회로부터 초입세 제한법 (Act in Restraint of Annates)을 획득했는데, 이 법에 의하여 초입세는 왕실에 지불해야 하는 금액으로  복원되었다.  1535년 King's Books ( Liber Regis 를 쓴 위원들에 의해 새로운 평가가 확립되었다. 1704년 2월, 앤 여왕은 이후 "앤 여왕의 현상금"으로 알려진 계획인 가난한 성직자들에 대한 지원을 승인했다. 1535년 평가는 1704년에도 여전히 사용되었으며, 계속 사용된 평가액은 앤 여왕의 현상금을 설정하는 법에 내재되어 있었다. 결과적으로 '첫 열매' 지급액은 실제 생활 가치를 반영할 만큼 증가하지 않았다. 1837년까지 교회 위원들은 첫 열매로 연간 £4,000-5,000를 벌어들이는 반면 교회 수입은 연간 £3백만 정도였으며 따라서 첫 열매의 실제 가치는 연간 £150,000가 넘었을 것이라고 보고했다.
스코틀랜드에서 annat 또는 ann 은 스코틀랜드 교회 목사 사역자에게 그가 사망할 당시에 지급받아야 하는 봉급의 2분의 1을 지급한다. 이는 성직자가 생존하는 동안 양도할 수 없으며 채권자가 압류할 수도 없다. 

### 프랑스
프랑스에서는 왕실 칙령과 심지어 소르본느 대학교에 대한 비난에도 불구하고 적어도 1789년 프랑스 혁명 중 8월 4일의 악명 높은 법령이 나올 때까지 servitia communia 를 지불하는 관습이 고수되었다.

### 독일
독일에서는 1418년 콘스탄스 협약 에 따라 주교단과 대수도원장이 로마 장관의 평가에 따라 servitia를 반년마다 두 번 분할하여 납부해야 한다고 결정했다. 예약된 혜택은 24금 플로린 이상으로 평가된 annalia를 지불하는 것뿐이었다. 그리고 그 어느 것도 그렇게 평가되지 않았기 때문에 연간 가치가 무엇이든 annalia는 더 이상 사용되지 않았다. 유사한 편리한 허구로 인해 프랑스, 스페인, 벨기에에서도 실질적으로 폐지되었다. 바젤 공의회 (1431~1443)에서는 sevitia의 폐지를 원했지만 빈 협약 (1448)은 콘스탄스의 결정(Constance decision)을 확정했다. 정치적으로 이 컬렉션은 마르틴 루터의 1520년 『독일 기독교 귀족에게 고함』에서 반대했는데, 루터는 아래와 같이 썼다.
모든 대공, 귀족 및 도시는 용감하게 그들의 신하들에게 초입세를 로마에 지불하지 않도록 금지하고, 이를 완전히 폐지해야 합니다. 왜냐하면 교황은 그 계약을 어기고 초입세를 강탈행위로 만들었으며, 이는 온 독일 국민의 피해와 수치가 됩니다. 교황은 초입세를 그의 친구들에게 주며, 고액을 받고 징수권을 팔며, 성직을 부여하기 위하여 초입세를 이용합니다. 따라서 교황은 그것에 대한 권리를 상실하였으며, 벌을 받아 마땅합니다.

Sevitia의 징수 관행은 종교 개혁 기간 동안 계속되었으며, 이를 변경하려는 엠스 회의 (1786)의 노력에도 불구하고 명목상으로는 여전히 유효하였다. 그러나 실제로는 1803년 교회 국가의 세속화로 인한 혁명으로 인해 이 제도가 실질적으로 종식되었으며, servitia는 특정 협약에 따라 '은혜를 통해' (via gratiae) 적당한 정액으로 감액되거나 각 주교의 임명시에 그들과 개별적인 협상대상으로 되었다. 주교들이 국가 관리로서 급여를 받았던 프로이센에서는 정부가 급여를 지급했다.

## 같이 보기
- 바티칸 시국 관련 기사 색인
- 리베이트
- 교황령
- 사도좌 재무원

## 참고 자료
1. ↑  〈annates〉. 《Oxford English Dictionary second edition》. Oxford University Press. 1989. 2019년 1월 13일에 확인함.
2. 1 2 3 4 5 6 7 8 9 10  Chisholm 1911.
3. 1 2 3 4 5 6 7 8 9 10 11 12  Baynes 1878.
4. 1 2   본 문서에는 현재 퍼블릭 도메인에 속한 다음 저작물을 기초로 작성된 내용이 포함되어 있습니다: Kirsch, Johann Peter. "Annates." The Catholic Encyclopedia Vol. 1. New York: Robert Appleton Company, 1907. 13 May 2019
5. ↑  Du Cange, Glossarium, s. Servitium Camerae Papae
6. ↑  Gieseler, Eccles. Hist., vol. iii. div. iii., notes to p. 181, &c. (Eng. trans., Edinburgh, 1853).
7. ↑  Durand, Guillaume, 《De Modo Generalis Concilii Celebrandi》 (라틴어)
8. ↑  “FIRST FRUITS”. 《Hansard House of Commons Debates》 38: cc530-9. 1837년 5월 4일. 2015년 11월 17일에 확인함.
9. ↑  Act 1672, c. 13
10. ↑  An Open Letter to The Christian Nobility by Martin Luther (1483-1546), iclnet.org

## 참고 문헌
- Baynes, T.S., 편집. (1878), 〈Annates〉, 《브리태니커 백과사전》 2 9판, 뉴욕: Charles Scribner's Sons, 61–62쪽